# Bones and All
Bones and All ist ein romantisches Horror-Drama von Luca Guadagnino, das im September 2022 bei den Internationalen Filmfestspielen von Venedig seine Premiere feierte, am 23. November 2022 in die US-Kinos und am darauffolgenden Tag in die deutschen Kinos kam. Der Film basiert auf dem gleichnamigen Jugendbuch von Camille DeAngelis. Im Film begibt sich eine junge Frau namens Maren Yearly auf eine Reise quer durch die USA, um ihre Mutter zu suchen, die sie nie kennengelernt hat. Sie will verstehen, warum sie das Bedürfnis verspürt, alle Menschen zu töten und zu essen, die sie liebt.

## Handlung
Die am Anfang 17-jährige Maren Yearly zieht gemeinsam mit ihrem Vater Leonard in den 1980er Jahren von US-Bundesstaat zu US-Bundesstaat. Der Vater versucht Maren weitestgehend von der Öffentlichkeit fernzuhalten und spricht mit seiner Tochter auch nicht über ihre Mutter, an die Maren kaum Erinnerungen hat, da sie die Familie Jahre zuvor verlassen hat. Eines Nachts in Virginia schleicht Maren aus dem Haus, um auf Einladung einer Schulfreundin dort zu übernachten. Als die beiden Mädchen sich in der Unterhaltung näherkommen, beißt Maren ihrer Freundin spontan das Fleisch von einem Finger und rennt nach Hause; ihr Vater fährt mit ihr davon, bevor die Polizei eintrifft.
Sie fliehen zunächst nach Maryland, wo Leonard seine Tochter kurz nach ihrem 18. Geburtstag für immer verlässt. Er hinterlässt ihr etwas Bargeld, ihre Geburtsurkunde und eine Audiokassette, auf der er von ihren ersten Kannibalismus-Vorfällen erzählt. Demnach ist Maren seit ihrer frühesten Kindheit ein „Eater“, wobei sie immer wieder andere Menschen verletzt oder sogar tötet; erstmals hat sie im Alter von drei Jahren Hals und Gesicht ihrer Babysitterin verspeist. Da auf der Geburtsurkunde die Geburtsstadt ihrer Mutter Janelle vermerkt ist, entschließt sich Maren, quer durch die Vereinigten Staaten nach Minnesota zu reisen und sie kennenzulernen.
Auf einem Zwischenstopp in Ohio trifft Maren auf den schrulligen Eater Sully, der sie in ein Haus einlädt, in dem eine alte Frau im Sterben liegt. Er versichert Maren, dass er niemals andere Eater esse, sie aber auf weite Entfernungen riechen könne, und zeigt ihr ein aus Zöpfen seiner Opfer geflochtenes Erinnerungsseil. Obwohl Maren dem Exzentriker nicht vertraut, nimmt sie seine Einladung zur Verspeisung der Frau an, nachdem diese schließlich gestorben ist. Doch als Sully ihr am darauffolgenden Morgen ein gemeinsames Leben vorschlägt, steigt Maren in den nächsten Bus und verlässt die Stadt.
In Indiana trifft Maren auf den jungen Eater Lee, der ihr eine Mitfahrgelegenheit anbietet. Lee ist auf dem Weg nach Kentucky, um seiner Schwester Kayla Fahrstunden zu geben. Unterwegs treffen sie auf den Eater Jake und seinen Freund Brad, die ihnen von „bones and all“ erzählen, einer extremen Form des Kannibalismus, bei der das Opfer vollständig verspeist wird, selbst die Knochen. Als Maren erfährt, dass Brad kein eigentlicher Eater ist und Menschen nur zum Spaß verspeist, nicht aus einem ambivalenten Verlangen heraus, fährt sie mit Lee davon. Auf der Fahrt freunden sie sich an; nach einem kurzen Treffen mit Kayla in Kentucky bietet Lee Maren an, sie weiter nach Minnesota zu fahren.
Als beide unterwegs das Verlangen nach Menschenfleisch verspüren, verführt Lee den schwulen Betreiber einer Jahrmarktsbude und schneidet ihm beim Sex die Kehle durch. Nach der Mahlzeit nehmen sie dessen Pickup für die Weiterreise. Als sich herausstellt, dass der Mann Frau und Kind hatte, ist Maren entsetzt über ihre Tat.
In Minnesota erfährt Maren von ihrer Großmutter Barbara, dass Janelle sich wegen ihrer kannibalischen Gelüste zum Schutz ihrer Familie selbst in eine psychiatrische Klinik in Fergus Falls eingewiesen hat. Beim Besuch dort versucht die schwer verwirrte Janelle, die bereits ihre eigenen Arme bis auf zwei Stümpfe abgenagt hat, ihre eigene Tochter umzubringen, um weitere Morde zu verhindern. Nach dieser Erfahrung entschließt sich Maren dazu, nicht länger ein Eater sein zu wollen, und trennt sich von Lee, worauf sie erneut in Kontakt mit Sully kommt, der sie seit Wochen verfolgt hat. Da sie eine Partnerschaft mit ihm entschieden ablehnt, zieht er gekränkt davon.
Mehrere Monate später kann Maren Lee über dessen Schwester Kayla wieder ausfindig machen. Beide versöhnen sich und beschließen, fortan ein gemeinsames, weitgehend bürgerliches Leben zu führen. Doch eines Abends wird Maren erneut von Sully überrascht und bedroht. Lee kommt hinzu, gemeinsam überwältigen und töten sie Sully, wobei Lee jedoch einen tödlichen Messerstich in die Brust bekommt. In Sullys Erinnerungsseil findet sich nun auch Kaylas Zopf. Da sie niemanden in die blutverschmierte Wohnung lassen können, gibt es für Lee keine Hilfe. Er bittet Maren darum, im Sterben von ihr verspeist zu werden, „bones and all“. Nach anfänglicher Weigerung erfüllt Maren ihm den letzten Wunsch; die Szene wirkt, als hätten sie leidenschaftlichen Sex. In der letzten Einstellung sitzen sie gemeinsam in einer weiten Landschaft.

## Literarische Vorlage
„Penny Wilson wanted a baby of her own in the worst way. That’s what I figure, because she was only supposed to watch me for an hour and a half, and obviously she loved me a little too much. She must have hummed a lullaby, fondled each tiny finger and toe, kissed my cheeks and stroked the down on my head, blowing on my hair like she was making a wish on a dandelion gone to seed. I had my teeth but I was too small to swallow the bones, so when my mother came home she found them in a pile on the living room carpet.“

Deutsch: 

„Penny Wilson wollte unbedingt ein eigenes Baby. Das nehme ich zumindest an, denn sie sollte eigentlich nur anderthalb Stunden auf mich aufpassen, und offensichtlich liebte sie mich ein bisschen zu sehr. Sie muss ein Schlaflied gesummt, jeden winzigen Finger und Zeh gestreichelt, meine Wangen geküsst und mir über den Flaum gestreichelt und mir ins Haar gepustet haben, als würde sie sich etwas von einer Pusteblume wünschen. Ich hatte Zähne, aber ich war zu klein, um die Knochen zu verschlucken, und als meine Mutter nach Hause kam, fand sie sie in einem Haufen auf dem Wohnzimmerteppich.“

Der Film basiert auf dem Roman Bones & All von Camille DeAngelis aus dem Jahr 2015. Die 1980 geborene DeAngelis arbeitete als Redaktionsassistentin für Sachbücher und als Reiseautorin, bevor sie sich dem Schreiben von Belletristik zuwandte. Sie lebt in New Jersey. Für Bones & All wurde sie mit dem Alex Award ausgezeichnet. Der Titel bezieht sich auf die „höchste Stufe des Kannibalismus“, bei der alles gegessen wird, einschließlich der Knochen.

## Produktion

### Filmstab, Besetzung und Synchronisation
Regie führte Luca Guadagnino, während David Kajganich das Buch von DeAngelis adaptierte. Beide arbeiteten bereits für den 2018 erschienenen Film Suspiria zusammen. Anders als im Buch lebt Maren im Film bei ihrem Vater und begibt sich auf die Suche nach ihrer Mutter.
Die Kanadierin Taylor Russell spielt in der Hauptrolle Maren Yearly. Zuletzt war sie in größeren Rollen in Waves, Escape Room und Falling Skies zu sehen. Mark Rylance spielt Sully, den ersten anderen Kannibalen, dem sie begegnet. Timothée Chalamet übernahm die Rolle von Lee. André Holland spielt Marens Vater. Er ist am Anfang des Films und in Rückblenden zu sehen und auf der Tonbandaufnahme, die er seiner Tochter hinterlassen hat, immer wieder zu hören. Jessica Harper spielt Marens Großmutter. Sie war bereits in Guadagninos Suspiria zu sehen. Anna Cobb spielt Lees jüngere Schwester, die in Kentucky lebt. Chloë Sevigny spielt Marens geisteskranke Mutter. Der Regisseur David Gordon Green hat im Film einen Cameo-Auftritt und spielt Brad.
Die deutsche Synchronisation entstand nach einem Dialogbuch von Tobias Neumann und der Dialogregie von Tobias Meister im Auftrag der RC Production Kunze & Wunder GmbH & Co. KG in Berlin.
| Figur                 | Darsteller         | Deutscher Sprecher       |
| --------------------- | ------------------ | ------------------------ |
| Maren Yearly          | Taylor Russell     | Marie Hinze              |
| Lee                   | Timothée Chalamet  | Marco Eßer               |
| Sully                 | Mark Rylance       | Frank Röth               |
| Frank Yearly          | André Holland      | Torben Liebrecht         |
| Jake                  | Michael Stuhlbarg  | Axel Malzacher           |
| Brad                  | David Gordon Green | Rainer Fritzsche         |
| Barbara Kerns         | Jessica Harper     | Kerstin Sanders-Dornseif |
| Janelle Kerns         | Chloë Sevigny      | Svantje Wascher          |
| Kayla, Lees Schwester | Anna Cobb          | Yamuna Kemmerling        |
| Lance                 | Jake Horowitz      | Timo Weisschnur          |
| Sherry                | Kendle Coffey      | Laura Oettel             |
| Barry Cook            | Sean Bridgers      | Martin Kautz             |

### Kostüme und Styling
Russell trägt in der Rolle von Maren die meiste Zeit geblümte Sommerkleider. Chalamet trägt in der Rolle von Lee im Stil der 1980er Jahre einen Vokuhila mit kupferorangen Strähnen, einen Fedora mit Krempe, eine weiße Halskette, Jeans mit Löchern an den Knien und gemusterte Hemden, die er aufgeknöpft trägt.

### Dreharbeiten und Filmmusik
Die Dreharbeiten wurden Ende Mai 2021 begonnen. Nach anfänglichen Aufnahmen im Juni 2021 in Cincinnati in Ohio, drehte man später in der Gegend um Chillicothe. Als Kameramann fungierte Arseni Khachaturan, der zuletzt mit Arie und Chuko Esiri für Eyimofe zusammenarbeitete.
Die Musik komponierten die Filmkomponisten Trent Reznor und Atticus Ross. Der Soundtrack des Films wurde größtenteils aus Songs der 1980er Jahre zusammengestellt, unter anderem mit Liedern von Duran Duran und Kiss. Das Soundtrack-Album mit insgesamt 24 Musikstücken, darunter der Song (You Made It Feel Like) Home, in dem sie gemeinsam mit Mariqueen Maandig Reznor auch singen, wurde am 18. November 2022 von The Null Corporation als Download veröffentlicht. (You Made It Feel Like) Home hat sich für eine Nominierung in der Kategorie Bester Song im Rahmen der Oscarverleihung 2023 qualifiziert.

### Marketing und Veröffentlichung
Im März 2022 erwarb Metro-Goldwyn-Mayer die weltweiten Vertriebsrechte an dem Film und wird ihn über United Artists Releasing veröffentlichen. Es handelt sich bei Bones and All um den ersten Film, der von MGM nach seinem Fusionsvertrag mit Amazon am 17. März 2022 erworben wurde. Vision Distribution wird den Film in Italien veröffentlichen. Anfang August 2022 wurde ein Teaser zum Film veröffentlicht. Die Premiere erfolgte am 2. September 2022 bei den Internationalen Filmfestspielen von Venedig. Anfang September 2022 wurde er auch beim Telluride Film Festival gezeigt. Ende September 2022 wurde er beim Zurich Film Festival gezeigt. Zu dieser Zeit wurde auch der erste Trailer vorgestellt. Im Oktober 2022 soll er beim New York Film Festival und beim London Film Festival gezeigt werden und hiernach beim AFI Fest und bei der Viennale. Am 23. November 2022 kam der Film in die US-amerikanischen und am darauffolgenden Tag in die deutschen Kinos. Der Kinostart in Österreich war für den 25. November 2022 geplant. Im Dezember 2022 erfolgten Vorstellungen beim Red Sea International Film Festival. Am 31. Juli 2023 wurde Bones and All in das Programm von Paramount+ aufgenommen.

## Rezeption

### Altersfreigabe und Filmgenre

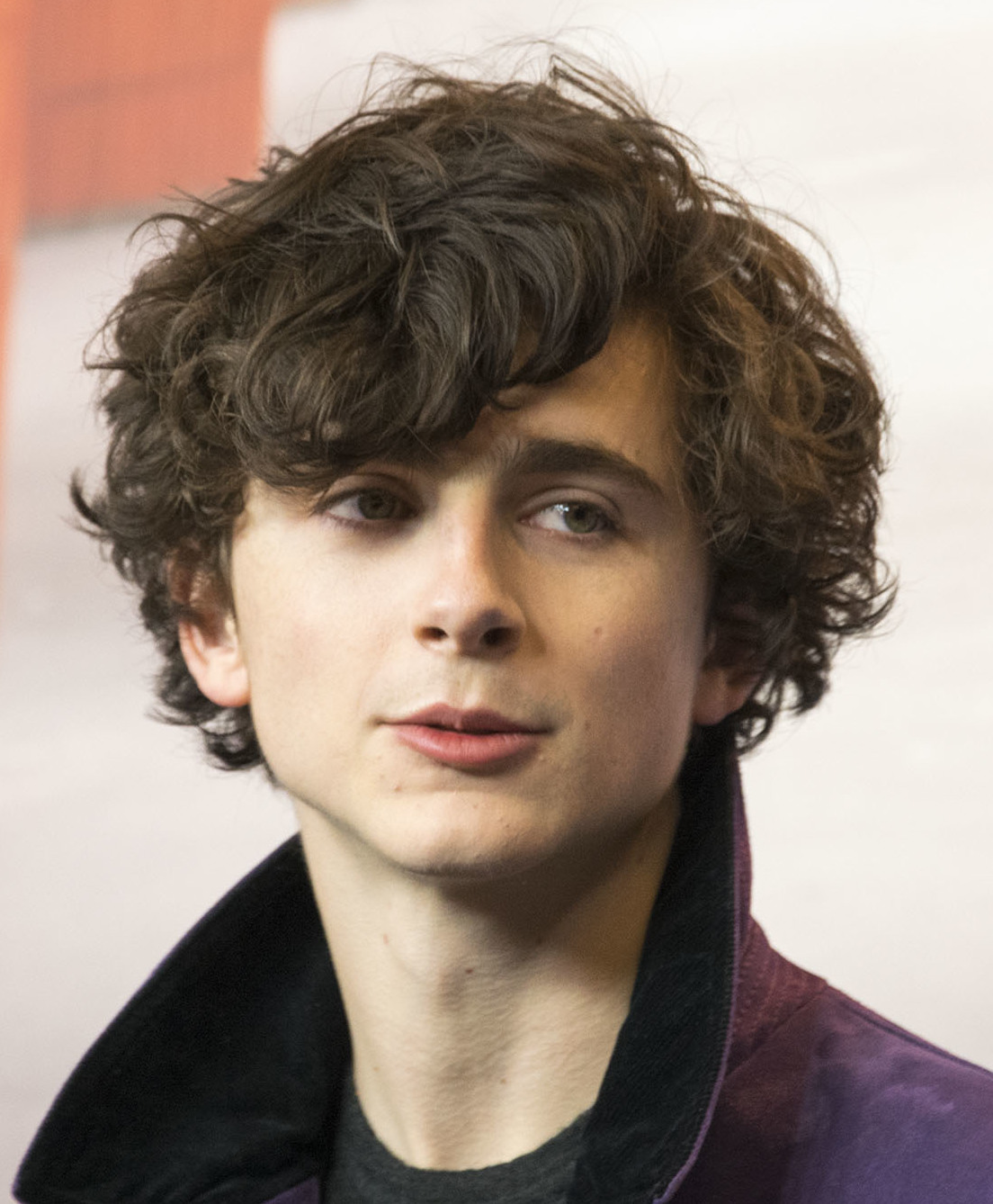
Timothée Chalamet spielte die Hauptrolle in Call Me by Your Name und ist in Bones and All in der Rolle von Lee zu sehen

In den USA erhielt der Film von der MPAA ein R-Rating, was einer Freigabe ab 17 Jahren entspricht. In Deutschland wurde der Film von der FSK ab 16 Jahren freigegeben. In der Freigabebegründung heißt es, der ruhig und poetisch inszenierte Film stelle zwei sympathische Figuren in den Mittelpunkt, wobei ihr Kannibalismus nicht romantisiert, sondern immer wieder in Frage gestellt werde. Einzelne Gewaltszenen seien drastisch bebildert und emotional intensiv, aber auch hier finde keine Verherrlichung statt. Zudem seien Jugendliche ab 16 Jahren in der Lage, das Symbolhafte der Geschichte zu erkennen, sich mit den Figuren und Handlungen auseinandersetzen und von den Horrorelementen zu distanzieren.
Dieter Oßwald beschreibt Bones and All in seiner Funktion als Filmkorrespondent der Gilde deutscher Filmkunsttheater als eine ungewöhnliche Mischung aus Coming-of-Age, Lovestory, Roadmovie und Horror und bezieht sich dabei auf die Splatter-Szenen, die Gewaltexzesse und die Bilder wie aus einer „Körperwelten“-Ausstellung oder einer Anatomie-Dokumentation. Die visuell famose Tour dieser „Fine Young Cannibals“ könne auch als Metaphorik für US-Kapitalismus, Drogensucht und Identitätssuche enträtselt werden. Christoph Petersen von Filmstarts erklärt, wenn in dem Film das sommerlich-leichte Coming-of-Age-Liebesgefühl aus Call Me by Your Name auf den allegorischen Horror aus Suspiria treffe, sei Bones and All in gewisser Weise ein Destillat aus Luca Guadagninos zwei bekanntesten Filmen. Im Kern sei Bones and All schließlich ein ganz klassisches Außenseiter-Roadmovie, wie man es schon oft gesehen hat, bleibe dabei aber angenehm offen. Auch er erkennt in der Sucht nach Menschenfleisch einen möglichen allegorischen Platzhalter wahlweise für Drogen, den Kapitalismus oder den gesellschaftlichen Konformitätszwang.

### Kritiken und Einspielergebnis
Von den bei Rotten Tomatoes aufgeführten Kritiken sind 82 Prozent positiv bei einer durchschnittlichen Bewertung mit 7,5 von 10 möglichen Punkten. Bei Metacritic erhielt der Film einen Metascore von 74 von 100 möglichen Punkten.
Owen Gleiberman von Variety schreibt, auch wenn Bones and All irgendwie nach Horrorfilm klinge und auch als solcher verkauft werde, sei der Film ein mäandrierendes Roadmovie der Erinnerung, und die Aufnahmen hätten die Sinnlichkeit eines Reiseberichts, der Film erzähle dabei jedoch keine wirkliche Geschichte. Das Drehbuch von David Kajganich sei auch nicht großartig auf Logik oder Konsistenz ausgerichtet. Gleiberman beschreibt es als „Catch-as-catch-can“-Drehbuch, das den Film in völlig willkürliche Richtungen führt.
Leila Latif von IndieWire erkennt in Bones and All vor allem eine eindeutige Hommage an Terrence Malicks Badlands, der Film gehe jedoch viel sanfter mit seinen Hauptdarstellern um. Am auffälligsten sei dies, als die beiden Liebenden in Nebraska sind und Timothée Chalamet seine nahezu unvergleichliche Fähigkeit zeigt, leise zu weinen. So beschenke Regisseur Luca Guadagnino den Zuschauer immer wieder mit mitreißender Romantik, der man sich schwer entziehen könne. Dies sei eine Liebesgeschichte von zwei Menschen, die durch eine Welt reisen, während ihnen gesagt wird: „Die Welt der Liebe will keine Monster in ihr“, so Latif. Bones and All sei im Grunde eine wunderschön umgesetzte, tragische Romanze, die in mehreren Momenten Tschechow selbst zum Weinen bringen würde. Anders als in Vampir-, Zombie- und Werwolffilmen mit ihren festgefahrenen Strukturen habe Guadagnino keine wirklichen Regeln in dieser Welt festgelegt, die über das hinausgehen, was sich die „Esser“ selbst auferlegen. So erfreuten sich manche am Töten und Verzehren ihrer Mitmenschen, und andere jagten nur die Sterbenden, Grausamen oder Besitzlosen. „Bones and All ist ein extravaganter und empörender Film: gruselig, widerlich und erschreckend in seinem verschrobenen, romantischen Idealismus“ schreibt Peter Bradshaw, der Filmkritiker des Guardian, und gibt dem Film fünf Sterne.

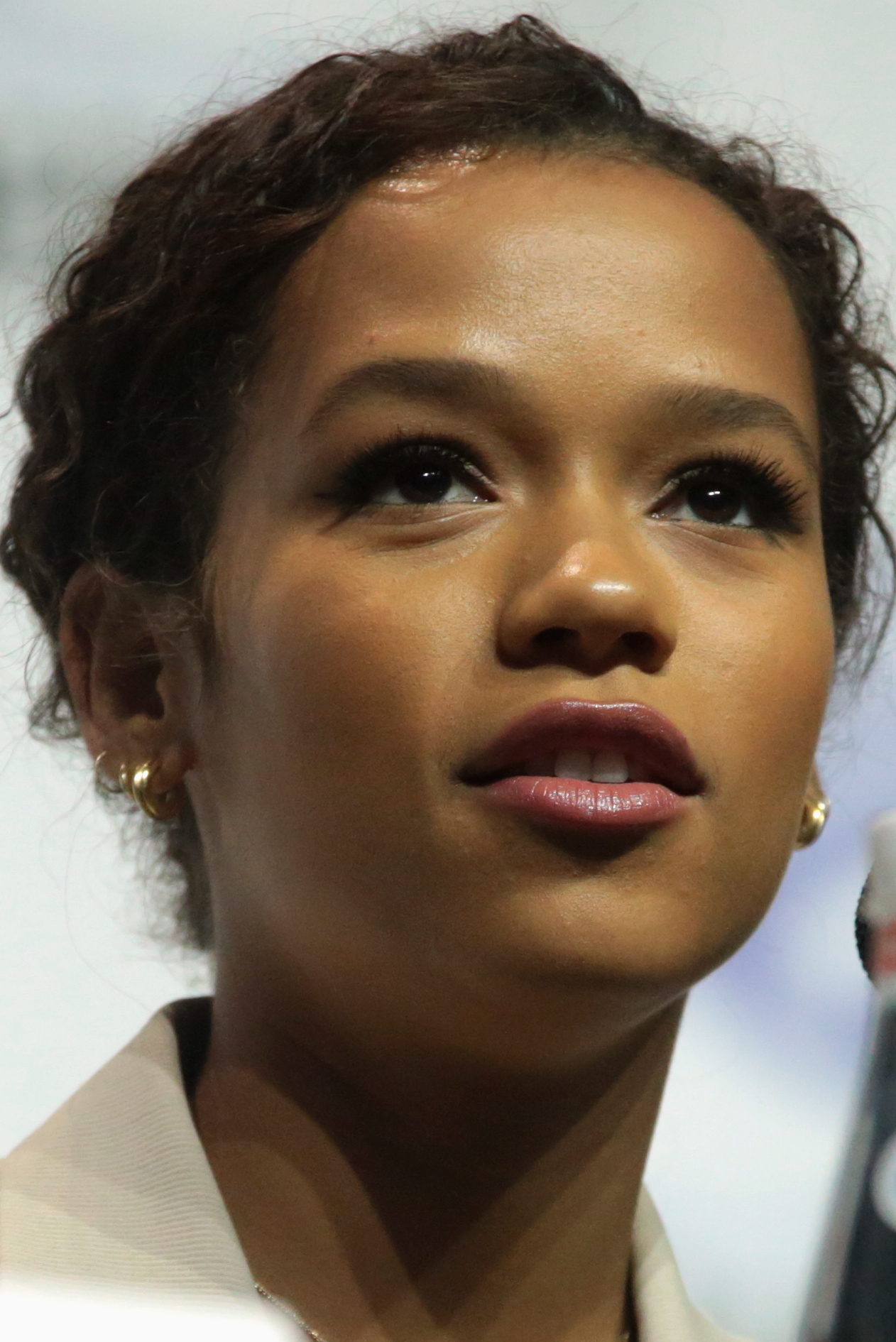
Taylor Russell spielt in der Hauptrolle Maren Yearly

Brian Formo von collider.com schreibt in seiner Kritik, auch wenn die im Film angesprochenen Genres in ihrer Mischung nicht immer funktionierten, sei die Chemie zwischen Taylor Russell und Timothée Chalamet so stark, dass sich jeder Cameo-Auftritt bedeutungslos und störend anfühle. Von allen Cameos in Bones and All sei es der Auftritt von Jessica Harper in der Rolle von Marens Großmutter, die es nicht über sich bringt, offen über ihre Tochter zu sprechen, der heraussteche. Russell porträtiere Maren zurückhaltend, aber warmherzig, mit einem guten Gespür für andere.
Thomas Schultze von Blickpunkt:Film bemerkt, Guadagnino habe keine Berührungsängste und zucke nicht, wenn es darum geht, Dinge zu zeigen, die man als geschmacklos empfinden könnte. Er habe dabei jedoch nicht mehr als die grobe Prämisse des Romans übernommen. Bones and All sei in seinen frühen Szenen ein Horrorfilm wie von David Lynch in seinen besten Tagen, besonders als Maren in einem gottverlassenen Kaff den bizarren Sully kennenlernt. Marens Reise und später die mit Lee sei Road Movie und Liebesgeschichte, Horrorfilm und Coming-of-Age-Story, Wild at Heart und Natural Born Killers, ganz zart und erschütternd hart, aber immer Luca Guadagnino durch und durch, der seine Geschichten immer so wunderbar eindringlich definiere durch die Räume, in denen sie spielen. Wenn sein Suspiria sein Blick auf Deutschland nach dem Zweiten Weltkrieg war, dann sei Bones and All sein Film über Amerika: „ein Trip ans Ende der Nacht, der das Land, Staat für Staat, mit Haut und Haar verschlingt, wie Maren und Lee ihre Zähne in menschliche Körper schlagen, ein schonungsloses Drama über Armut und Drogensucht, über Identitätssuche und Einsamkeit, ein Film, der ist, was er seine blutgetränkten Figuren essen lässt – bei aller Grausamkeit und Konsequenz zutiefst menschlich.“ Zu Russell bemerkt Schultze, diese löse nun das Versprechen ein, das sie drei Jahre zuvor in dem Film Waves von Trey Edward Shults gegeben habe: „Die Leinwand erstrahlt, wenn man sie sieht.“
Die Deutsche Film- und Medienbewertung zeichnete den Film mit dem Prädikat „wertvoll“ aus. In der Begründung heißt es, eingebettet in die Reagan-Jahre der 1980er unterstreiche der sorgsam ausgewählte Soundtrack mit Pop- und Underground-Songs jener Zeit eindrucks- wie wirkungsvoll den Film. Bones and All sei aufgrund der zahlreichen bewussten narrativen, moralischen wie filmästhetischen Grenzüberschreitungen mit Sicherheit ein Film, der polarisiert.
Die weltweiten Einnahmen aus Kinovorführungen belaufen sich auf 15,1 Millionen US-Dollar.

### Auszeichnungen
Chicago Film Critics Association Awards 2022
- Nominierung als Bester Nebendarsteller (Mark Rylance)
- Nominierung für das Beste adaptierte Drehbuch (David Kajganich)[38]

Critics’ Choice Super Awards 2023
- Nominierung als Bester Filmbösewicht (Mark Rylance)[39]

Fangoria Chainsaw Awards 2023
- Nominierung als Beste Hauptdarstellerin (Taylor Russell)
- Nominierung als Bester Nebendarsteller (Mark Rylance)
- Nominierung für die Beste Filmmusik (Trent Reznor & Atticus Ross)[40]

Gotham Awards 2022
- Nominierung als Beste Darstellerin (Taylor Russell)
- Nominierung als Bester Nebendarsteller (Mark Rylance)[41]

Hollywood Music In Media Awards 2022
- Nominierung in der Kategorie Original Song – Feature Film ((You Made it Feel Like) Home, Trent Reznor, Atticus Ross und Mariqueen Maandig Reznor.)[42]

Independent Spirit Awards 2023
- Nominierung als Bester Film
- Nominierung als Beste Hauptdarstellerin (Taylor Russell)
- Nominierung als Bester Nebendarsteller (Mark Rylance)[43]

Internationale Filmfestspiele von Venedig 2022
- Nominierung für den Goldenen Löwen (Luca Guadagnino)
- Auszeichnung mit dem Silbernen Löwen für die Beste Regie (Luca Guadagnino)
- Auszeichnung als Beste Nachwuchsschauspielerin (Taylor Russell)
- Nominierung als Bester Film für den Fanheart3 Award / Graffetta d’Oro (Luca Guadagnino)[44]

Music Supervisors Guild Awards 2023
- Nominierung für die Beste Musik-Supervision eines Films mit einem Budget von maximal 25 Millionen US-Dollar (Robin Urdang)[45]

UK Film Critics Association Awards 2023
- Nominierung als Nebendarsteller des Jahres (Mark Rylance)[46]